# Ectásico

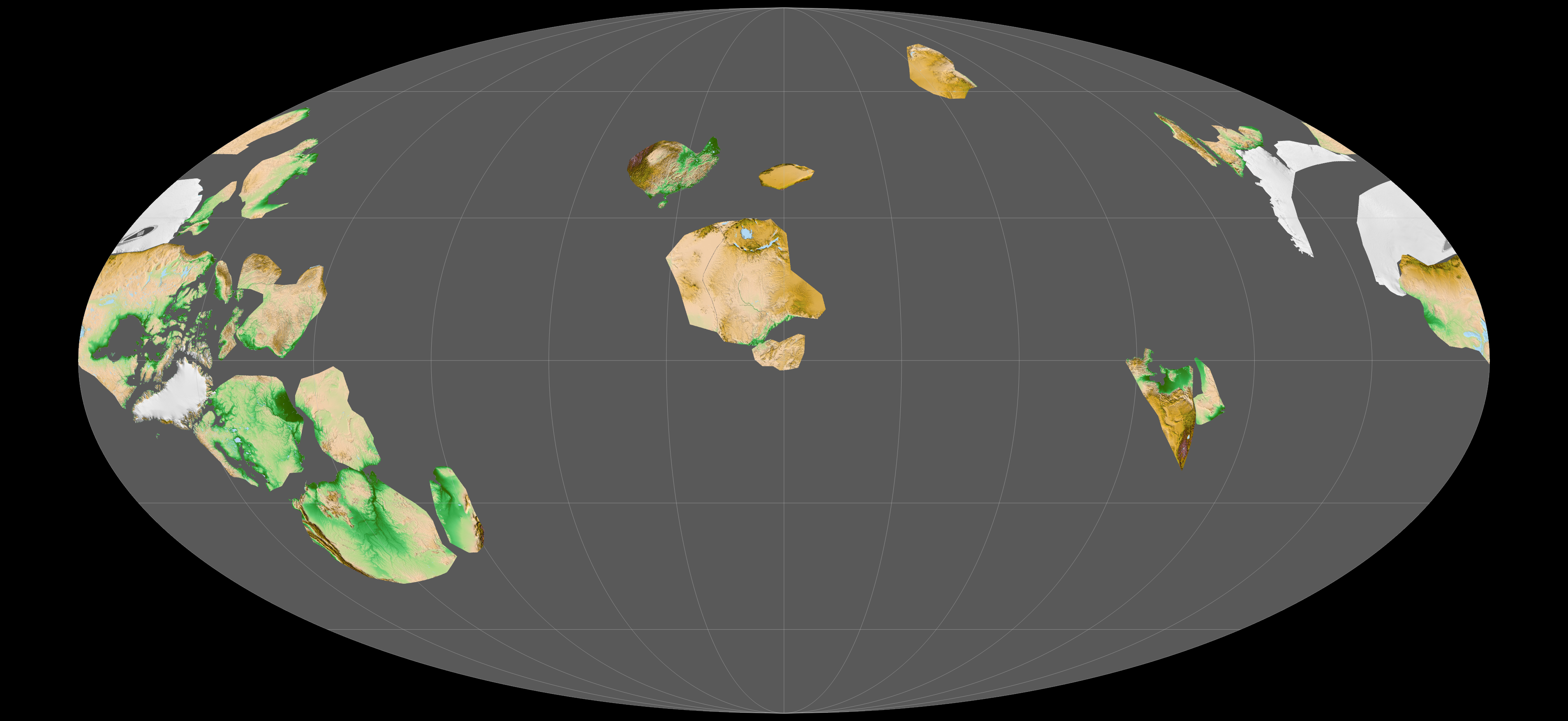
Continentes durante el período Ectásico

El Ectásico o Ectasiano (del griego ἔκτασις "ectasis" que significa «extensión») es el segundo período y sistema de la era y eratema Mesoproterozoico en la escala temporal geológica. Comienza hace 1400 millones de años y finaliza hace 1200 millones de años, durando unos 200 millones de años. Estas fechas en lugar de estar basadas en la estratigrafía, se las definen cronométricamente.
El nombre de este período se justifica por la expansión continua de los depósitos sedimentarios y volcánicos sobre las plataformas continentales durante este período.
Se han identificado fósiles de Bangiomorpha pubescens en rocas de hace 1200 millones de años de la formación Hunting de la Isla Somerset, Canadá. Podrían corresponder a un alga roja, y por tanto, al organismo pluricelular y con reproducción sexual más antiguo conocido hasta ahora. Sin embargo, resultan dudosos y podrían ser realmente colonias de cianobacterias.
| Supereón    | Eón Eonotema     | Era Eratema                | Periodo Sistema            | Inicio, en millones de años |
| ----------- | ---------------- | -------------------------- | -------------------------- | --------------------------- |
| Precámbrico | Proterozoico     | Neo- proterozoico          | Ediacárico Ediacariano     | ~635                        |
| Precámbrico | Proterozoico     | Neo- proterozoico          | Criogénico Criogeniano     | ~720                        |
| Precámbrico | Proterozoico     | Neo- proterozoico          | Tónico Toniano             | 1000                        |
| Precámbrico | Proterozoico     | Meso- proterozoico         | Esténico Steniano          | 1200                        |
| Precámbrico | Proterozoico     | Meso- proterozoico         | Ectásico Ectasiano         | 1400                        |
| Precámbrico | Proterozoico     | Meso- proterozoico         | Calímico Calymmiano        | 1600                        |
| Precámbrico | Proterozoico     | Paleo- proterozoico        | Estatérico Statheriano     | 1800                        |
| Precámbrico | Proterozoico     | Paleo- proterozoico        | Orosírico Orosiriano       | 2050                        |
| Precámbrico | Proterozoico     | Paleo- proterozoico        | Riásico Rhyaciano          | 2300                        |
| Precámbrico | Proterozoico     | Paleo- proterozoico        | Sidérico Sideriano         | 2500                        |
| Precámbrico | Arcaico Arqueano | Neoarcaico Neoarqueano     | Neoarcaico Neoarqueano     | 2800                        |
| Precámbrico | Arcaico Arqueano | Mesoarcaico Mesoarqueano   | Mesoarcaico Mesoarqueano   | 3200                        |
| Precámbrico | Arcaico Arqueano | Paleoarcaico Paleoarqueano | Paleoarcaico Paleoarqueano | 3600                        |
| Precámbrico | Arcaico Arqueano | Eoarcaico Eoarqueano       | Eoarcaico Eoarqueano       | 4031±3                      |
| Precámbrico | Hádico Hadeano   | Hádico Hadeano             | Hádico Hadeano             | 4567                        |